# Meloidogyne acronea
Meloidogyne acronea är en rundmaskart. Meloidogyne acronea ingår i släktet Meloidogyne och familjen Heteroderidae. Inga underarter finns listade i Catalogue of Life.